# Avrom Sutzkever
Avrom Sutzkever, Abraham, Avrohom Sutzkever (yiddish : אַבֿרהם סוצקעווער), né à Smarhon (Empire russe) le 15 juillet 1913 et mort à Tel-Aviv (Israël) le 20 janvier 2010, est un poète juif yiddish israélien. Il est considéré comme le plus grand poète yiddish survivant de la Shoah avec Chava Rosenfarb.

## Biographie
Avrom Sutzkever naît le 15 juillet 1913 à Smarhon, ville de l'actuelle Biélorussie. Durant la Première Guerre mondiale, sa famille se réfugie en Sibérie puis s'installe à Vilnius en 1922. À l'époque, la ville s'appelle Wilno et se situe en territoire polonais. À la fin des années 1930, Avrom Sutzkever fait partie du mouvement littéraire et artistique Yung Vilne à Vilnius. Il publie son premier poème en 1934. Lorsque Vilnius est occupé par l'Allemagne nazie, Sutzkever est enfermé dans le ghetto de Vilnius comme les autres juifs de la région. Il parvient à rejoindre les partisans après s'être échappé du ghetto avec sa femme et le poète Shmerke Kaczerginski, le 12 septembre 1943. Pendant la Seconde Guerre mondiale, il écrit plus de 80 poèmes qu'il parvient à conserver en vue d'une publication après la guerre. Il s'installe ensuite en Union soviétique. Appelé à témoigner au procès de Nuremberg, il souhaite s’exprimer en yiddish mais seules les langues des puissances victorieuses sont admises, il est donc contraint de témoigner en russe.
Avrom Sutzkever est aussi un des témoins du Livre noir, un recueil de témoignages réunis par Ilya Ehrenbourg et Vassili Grossman. Il y livre le témoignage suivant sur le ghetto de Vilnius :

« Au-dessus des portes du ghetto, les Allemands avaient mis une pancarte : “Attention. Quartier juif. Danger de contagion. Entrée interdite aux non-juifs. Il est interdit aux juifs de regarder par les fenêtres donnant sur les rues à l'extérieur du ghetto. Ces fenêtres doivent être complètement camouflées avec du papier ou de la peinture./ Il est interdit aux juifs de parler allemand./ Il est interdit aux juifs de parler politique./ Tout juif qui parlera ou entretiendra des relations avec des non-juifs sera fusillé./ Il est interdit aux juifs de porter la moustache./ Il est interdit aux juifs de consommer des matières grasses./ Il est interdit aux femmes juives de se teindre les cheveux et de se farder les lèvres/ Il est interdit de prier./ Il est interdit d'étudier./ À partir de l'âge de six ans, tous les juifs doivent porter l'étoile jaune, à l'intérieur comme à l'extérieur du ghetto. Devant chaque Allemand qui pénètre dans le ghetto, il faut se découvrir./ Il est interdit d'accoucher./ Les femmes qui accouchent seront mises à mort avec leur enfant »

Après avoir vécu quelque temps à Łódź et à Paris, Avrom Sutzkever s'installe en 1947 en Israël, où il vécut jusqu'à la fin de sa vie. Il est l'auteur d'une œuvre poétique d'une grande force, hantée par la mémoire de la Shoah. Il a été le fondateur et directeur de la prestigieuse revue littéraire, Di goldene keyt, « La chaîne d'or » (Tel Aviv 1949-1995). Il est l'auteur du recueil Où gîtent les étoiles  publié au Seuil en 1989.

## Poèmes

### Pain et sel
Broyt un zalts
Le soleil est à tout le monde, mais plus qu’à tous
Il est mien.
Les racines des ténèbres,
Je n’en ai nul besoin. Je suis
Un enfant du soleil.
Je suis la vie même,
Et la trace d’un renard argenté sur la neige
Est ma mémoire.
La hache qui viendra me déraciner
Devra et saura rester soumise à mon emprise.
Je suis le silence.
Suis son pain et son sel.
(traduction de Batia Baum)

### Sous tes étoiles blanches
Sous tes étoiles blanches
Tends-moi ta blanche main.
Mes mots se changent en larmes
Ils veulent reposer dans ta main.
Regarde comme leur scintillement s’estompe
Dans mon regard encavé.
Et je ne vois pas-du-tout
Comment te les restituer.
Je veux pourtant, Dieu fidèle,
Te confier tout ce que je possède.
Car un feu en moi réclame son dû
Et dans ce feu — les jours de ma vie.
Mais dans les caves, dans les trous,
Le repos assassin sanglote.
Je cours, plus haut, par-dessus les toits
Et je demande : où es-tu ?
Escaliers et cours me poursuivent
Sous les aboiements
Je pends comme une corde cassée
Et je chante :
Sous tes étoiles blanches
Tends-moi ta blanche main.
Mes mots se changent en larmes
Ils veulent reposer dans ta main.
(traduction de Gilles Rozier)

## Œuvres publiées

### En yiddish
- Di festung : lider un poèmes : geshribn in vilner Geto un in vald 1941-1944 (La forteresse), New York, Ikuf, 1945.
- Lider fun geto (Poèmes du ghetto), New York, Ykuf, 1946 (poèmes)
- Vilner geto, Paris, Association des Vilnois de France, 1945. La vie culturelle, la résistance armée, les actions clandestines, l'extermination. Après la libération, sous le régime soviétique.
- Geheymshtot (Ville secrète), Tel-Aviv, Impr. Akhdout, 1948 (poèmes)
- Yidishe gas (Rue juive), New York, Ed. Matones, 1948
- In fayer-vogn (Sur le chariot de feu),Tel-Aviv, Ed. Di goldene keyt, 1952
- Fun dray veltn (De Trois mondes), Buenos-Aires, Literatn un journalistn farayn, 1953 (poèmes)
- Ode tsu der toyb (Ode à la Colombe), Tel-Aviv, éd. Di goldene keyt, 1955
- In midber sinay (Dans le Désert du Sinaï), éd. Peretz-Bibliotek, 1957
- Oazis, Tel-Aviv, éd. Y.L. Peretz, 1960
- Gaystike erd (Terre spirituelle), New York, Der Kval, 1961.
- Poetishe verk (Œuvres poétiques), vol. 1-2, Tel-Aviv, Yoyvl-komitet, 1963
- Lider fun yam hamoves (Chants de la mer de la mort), Tel-Aviv, éd. Bergen-Belsen, 1968
- Firkantike oysyes un mofsim (Lettres carrées et prodiges), Tel-Aviv, Di goldene kayt, 1968.
- Tsaytike penemer (Visages mûrs), Tel-Aviv, éd. I.L. Peretz, 1970
- Griner akvaryum : dertseylungen (Aquarium vert), Jérusalem, Hebreyisher Universtet, 1975.
- Lider fun togbukh (Poèmes du journal intime), Tel-Aviv, éd. Di goldene keyt, 1977
- Dortn vu es nekhtikn di shtern (Où gîtent les étoiles), Tel-Aviv, éd. Yisroel-bukh, 1979 (poèmes)
- Di ershte nakht in geto (La première nuit au ghetto), Tel-Aviv, éd. Di goldene keyt, 1979 (poèmes)
- Fun alte un yunge ksav-yadn, Lider un proze 1935-1981 (De manuscrits vieux et jeunes), Tel-Aviv, Yisroel-bukh, 1982
- Tsviling-bruder (Frère jumeau), Tel-Aviv, éd. Di goldene keyt, 1986 (poèmes)
- Di nevue fun shvartsaplen : dertseylungen (La prophetie des pupilles), Jérusalem, Hebreyisher Universtet, 1989
- Der yoyresh fun regn (L'héritier de la pluie), Tel-Aviv, éd. Di goldene keyt, 1992 (poèmes)
- Baym leyenen penemer, (En lisant sur les visages), Jérusalem, éd. Zur-Ot, 1993; souvenirs
- Tsevaklte vent (Murs ébranlés), Tel-Aviv, éd. Di goldene keyt, 1996 (poèmes)

### En français
- Le Ghetto de Vilno [« Vilner geto »], Paris, Cooped, 1950;  réédition Le Ghetto de Wilno, 1941-1944  (trad. Gilles Rozier), Denoël, coll. « Denoël & d'ailleurs », 2013 (ISBN 2207110168)
- Où gîtent les étoiles, Dortn vu es nekhtikn di shtern, Paris, Seuil, 1989, Éditeur : Seuil, Collection : Domaine yiddish,  (ISBN 2020103494).
- « Mon témoignage au procès de Nuremberg », trad. Gilles Rozier, Europe, 1945-1995, Les écrivains et la guerre, août-septembre 1995.
- « Le ghetto de Vilna » in Le Livre noir, dir. Ilya Ehrenbourg et Vassili Grossman, Arles, Actes Sud, 1995.
- Anthologie de la poésie yiddish, Le miroir d’un peuple, trad. Charles Dobzynski, Éditions Gallimard, 2000.
- Le Ghetto de Wilno, 1941-1944, trad. Gilles Rozier, Éditions Denoël, 2013 et Éditions Tallandier, 2014  (ISBN 979-10-210-0480-1).
- Aquarium vert : brefs récits, trad. Batia Baum, Paris, Bibliothèque Medem, 2013,  (ISBN 979-10-91238-02-1).
- Heures rapiécées: Poèmes en vers et prose, traduction Rachel Ertel, Editions de l'Eclat, 2021.

### En anglais
- The Fiddle Rose: Poems, 1970-1972, Abraham Sutzkever; selected and translated by Ruth Whitman; drawings by Marc Chagall; introduction by Ruth R. Wisse. Detroit, Wayne State University Press, 1990,  (ISBN 0-8143-2001-5)
- A. Sutzkever: Selected Poetry and Prose, translated from the Yiddish by Barbara and Benjamin Harshav; with an introduction by Benjamin Harshav. Berkeley, University of California Press, 1991,  (ISBN 0-520-06539-5)
- Laughter Beneath the Forest : Poems from Old and Recent Manuscripts by Abraham Sutzkever; translated from the Yiddish by Barnett Zumoff; with an introductory essay by Emanuel S. Goldsmith. Hoboken, New Jersey, KTAV Publishing, 1996,  (ISBN 0-88125-555-6)